# Michael Hardt
Michael Hardt, född 1960 i Washington, D.C., är en amerikansk politisk filosof och professor i litteraturvetenskap på Duke University. Han har erhållits mycket uppmärksamhet efter att tillsammans med Antonio Negri ha skrivit den tongivande och kontroversiella boken Imperiet. I boken argumenterar författarna för att dagens företagsledda globalisering kommer att ge upphov till en motrörelse av tidigare ej skådad omfattning. Uppföljaren till Imperiet, Multituden − Krig och demokrati i imperiets tidsålder, publicerades 2004.